# Polychrus liogaster
Polychrus liogaster là một loài thằn lằn trong họ Polychrotidae. Loài này được Boulenger mô tả khoa học đầu tiên năm 1908.